# 坎比亚戈
坎比亚戈（義大利語：Cambiago），是意大利米兰省的一个市镇。总面积7.3平方公里，人口6379人，人口密度873.8人/平方公里（2009年）。国家统计（ISTAT）代码为015044。